# Пал Титкош
Пал Титкош (мађ. Titkos Pál; 8. јануар 1908 — 8. октобар 1988) био је мађарски фудбалер и тренер.

## Каријера
У каријери је играо за МТК Хунгарију и фудбалску репрезентацију Мађарске. Године 1937. проглашен је за најбољег мађарског фудбалера. На Светском првенству 1938. године постигао је два гола, укључујући и један гол у самом финалу такмичења (домаћин Италија победила Мађарску резултатом 4:2). 
Тренирао је МТК Будимпешту и репрезентацију Египта. Освојио је са екипом Египта Афрички куп нација 1959. године.

## Успеси

### Играч

#### Клуб
- Прва лига Мађарске: 1936, 1937.
- Вицешампион на Светском првенству: 1938.
- Куп Мађарске: 1932.

#### Индивидуално
- Најбољи фудбалер Мађарске: 1937.

### Тренер
- Афрички куп нација: 1959.